# Auberon Herbert
Auberon Thomas Herbert, 9. baron Lucas z Crudwellu, 5. baron Dingwall (Auberon Thomas Herbert, 9th Baron Lucas of Crudwell, 5th Baron Dingwall) (25. května 1876 – 3. listopadu 1916) byl britský šlechtic z významného rodu Herbertů a liberální politik. Zastával nižší funkce ve vládě, nakonec byl ministrem zemědělství (1914–1915). Jako válečný pilot se zúčastnil první světové války a zahynul ve Francii.

## Životopis
Byl synovcem státníka 4. hraběte z Carnarvonu a synem poslance Auberona Herberta (1838–1906). Studoval v Oxfordu a poté vstoupil do armády, kde dosáhl hodnosti kapitána. Jako válečný korespondent se zúčastnil búrské války, v níž byl zraněn a přišel o levou nohu. Po rodině Cowperů, z nějž pocházela jeho matka, zdědil nároky na tituly barona Lucase z Crudwellu a barona z Dingwallu (1905). Dědické nároky mu ale byly uznány až v roce 1907 a teprve poté se stal členem Sněmovny lordů. Připojil se k liberálům a začal zastávat nižší funkce ve státní správě. Byl soukromým tajemníkem ministra války (1907–1908), poté státním podsekretářem války (1908–1911) a kolonií (1911). Ve funkci parlamentního tajemníka úřadu pro zemědělství (1911–1914) se v roce 1912 stal členem Tajné rady. Nakonec byl prezidentem výboru Tajné rady pro zemědělství (1914–1915).

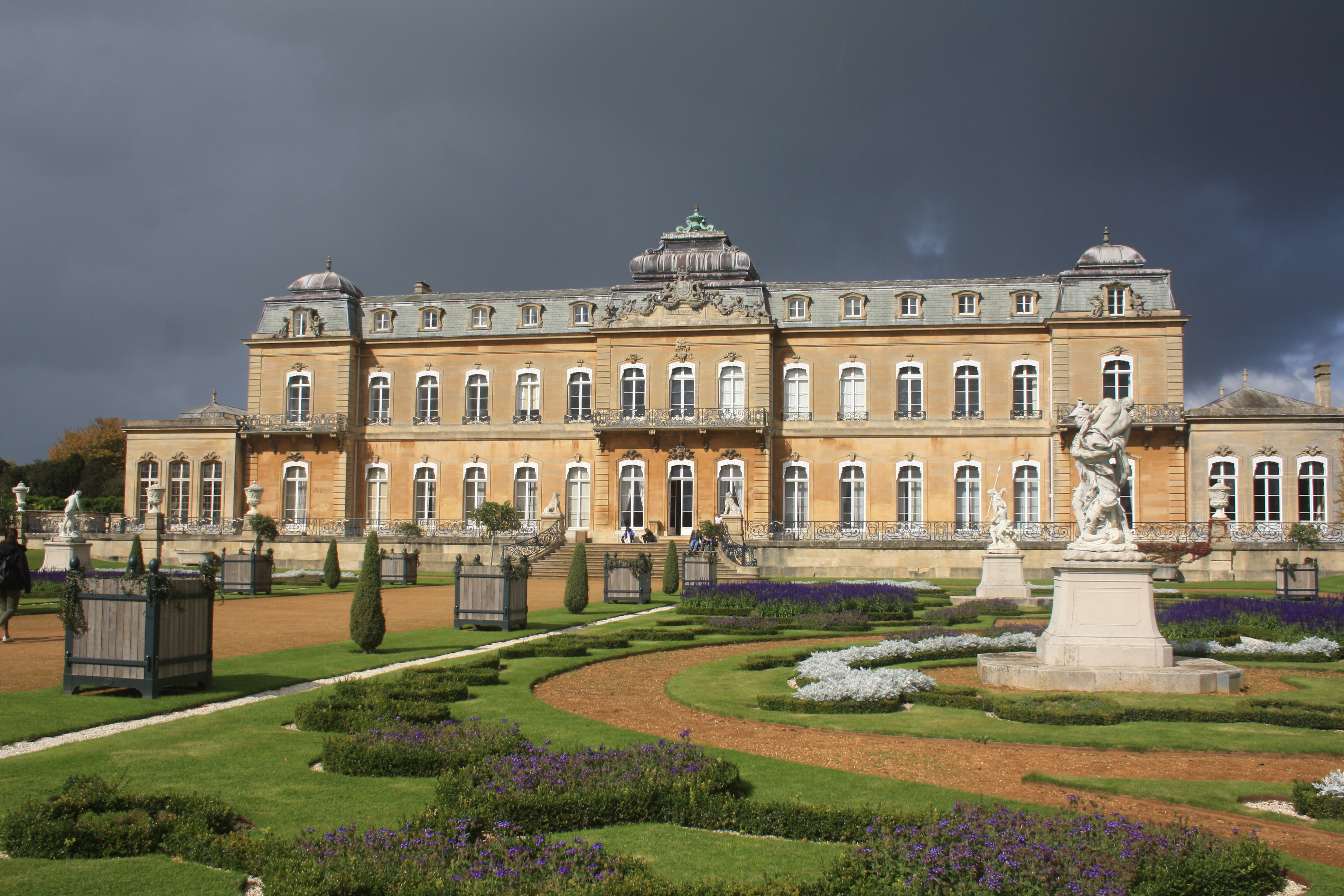
Zámek Wrest Park, hlavní sídlo 9. barona Lucase

Winston Churchill jej ve svých vzpomínkách připomínal jako mladého nadějného politika oblíbeného ve společnosti, navíc s bohatým majetkovým zázemím. V roce 1915 Herbert odmítl nabídku na vstup do Asquithova koaličního kabinetu, na počátku první světové války opustil politiku a jako pilot vstoupil do aktivní vojenské služby. V listopadu 1916 zahynul při přeletu nad nepřátelskými liniemi v severní Francii.
Rodové tituly a majetek po něm zdědila sestra Nan Herbert, provdaná Cooper (1880–1958), která z hlavního rodinného sídla Wrest Park (Bedfordshire) zřídila za první světové války lazaret pro zraněné vojáky a bohaté umělecké sbírky věnovala Britskému muzeu.